# Nauplio

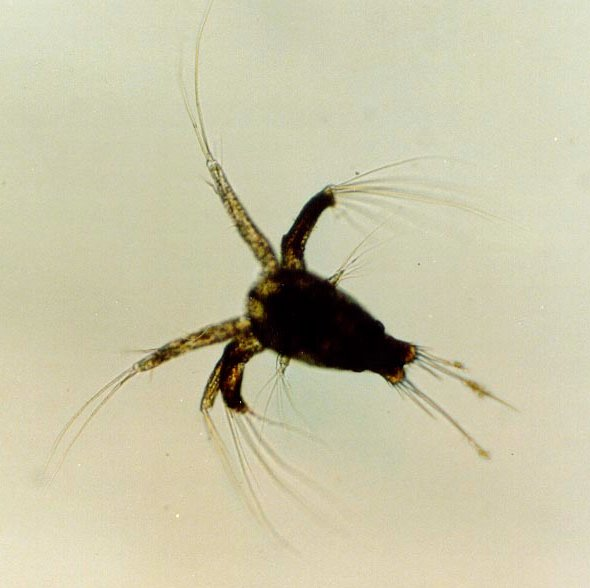
Larva nauplio de un decápodo.

La larva nauplio (también llamada nauplius) es la primera larva característica de los crustáceos. Posee forma piriforme (aproximadamente, de "pera") y presenta sólo tres pares de apéndices cefálicos: anténulas, antenas y mandíbulas, con los que nada. El primero siempre es unirrámeo, los otros, en general, birrámeos, y pudiendo presentar en la base enditos. Un ocelo mediano, u ojo nauplius, y un labro que oculta la boca, completan su descripción anatómica.
Este tipo de larva puede desarrollarse dentro del huevo o ser de vida libre. Cuando es de vida libre, puede o no alimentarse, siendo habitual que pase este estado reabsorbiendo sustancias de reserva (sin alimentación activa); de hecho, en muchos casos no tiene desarrollado aún el tubo digestivo ni abierta la boca al exterior. 
Al ser la larva de un crustáceo, para crecer necesitan mudar (ecdisis). A medida que van mudando y desarrollándose van incorporando segmentos entre las mandíbulas y la región final del cuerpo, el telson. A estos estados se les suele denominar metanauplius, o también se pueden nombrar asignando números romanos detrás del término nauplius, como por ejemplo, nauplius I, nauplius IV, etc. 
Los nauplios, al igual que otras larvas de pequeño tamaño, se utilizan en acuicultura (piscifactorías), siendo a su vez objeto de cultivo (en los llamados cultivos auxiliares); se utilizan en la alimentación de peces en la fase alevín, dado su alto valor en proteínas, y en la de otras especies de interés comercial. Una característica importante de esta fuente de alimento es que al encontrarse generalmente en un medio salino, existe menor posibilidad de inclusión parasitaria.

## Partes del cuerpo
En el cuerpo de un nauplius se distingue:
- La cabeza
- El telson
- Los tres pares de apéndices, que en el adulto se convertirán en anténulas, antenas, y mandíbulas.

El tórax y abdomen no se han desarrollado aún.

## Otros estadios de desarrollo de los crustáceos
- Zoea
- Misis
- Metanauplio
- Caliptopsis
- Furcilia